# Tuxer Straße
Die Tuxer Straße (L 6) ist eine Landesstraße in Tirol. Sie führt von Mayrhofen im Zillertal durch das Tuxer Tal bis Hintertux und ist 17,21 km lang.

## Verlauf
Die Tuxer Straße zweigt in Mayrhofen von der Zillertalstraße (B 169) ab, überquert den Zemmbach und führt dann an der linken Talseite des Tuxer Tals ansteigend durch Finkenberg. Mit der Rosengartenbrücke über den Tuxbach wechselt sie auf die rechte Talseite und verläuft dort durch mehrere Galerien. Kurz vor Vorderlanersbach überquert sie erneut den Tuxbach. Die Straße führt weiter durch Lanersbach, Juns und Madseit und endet am Dorfplatz von Hintertux. Von dort führt sie als Gemeindestraße noch rund 1 km weiter bis zur Talstation der Hintertuxer Gletscherbahn. Von Mayrhofen bis Hintertux überwindet die Tuxer Straße einen Höhenunterschied von rund 840 Metern.

## Geschichte
Das Tuxer Tal war ursprünglich nur durch Saumwege über das Geiseljoch, das Tuxer Joch und von Mayrhofen erschlossen. Dabei wurden Butter und Käse, die ins Inntal verkauft wurden, über das Geiseljoch transportiert, Waren des täglichen Bedarfs und die Post von und nach Mayrhofen. Die beschwerlichen Transporte mit Buckelkörben wurden bis in die 1920er Jahre und meist von Frauen und Mädchen, den Tuxer Bötinnen, durchgeführt.
Mit dem Aufkommen des Fremdenverkehrs gegen Ende des 19. Jahrhunderts stieg der Bedarf an besser ausgebauten Fahrstraßen. 1907 wurde die Zillertalstraße erbaut, Straßen in die Seitentäler sollten folgen. 1909 stimmte der Landesausschuss dem Bau einer Konkurrenzstraße von Mayrhofen nach Tux zu. Die Gemeinden Mayrhofen, Finkenberg, Tux und Schmirn (zu der Hintertux bis 1926 gehörte) teilten sich nach langen Verhandlungen die Kosten für Bau und Erhaltung der Straße. Am 3. und 4. Juni 1909 fanden Trassierungsverhandlungen statt, wobei die Trasse der neuen Straße dem alten Saumweg folgte.
Anfang 1911 wurde vom „Gstan“ unterhalb Finkenberg und vom Staudenhäusl in Vorderlanersbach aus mit dem Bau der Straße begonnen. Dafür mussten zehn Brücken geschlagen werden, die bis auf die steinerne Rosengartenbrücke aus Holz errichtet wurden.  Trotz einiger Schwierigkeiten durch Hangrutschungen ging der Bau zügig voran. Nach knapp zwei Jahren Bauzeit war die Straße bis Lanersbach fertiggestellt. Am 29. Juni 1913 konnte die neue Tuxer Straße erstmals mit einem Stellwagen befahren werden. Zur Deckung der hohen Baukosten wurde am 3. Februar 1914 die Einhebung einer Maut beschlossen.
Nach einer Probefahrt mit einem Automobil im Oktober 1926 wurden Ausweichen errichtet und  Höchstgeschwindigkeiten festgesetzt: auf offener Strecke 30 km/h, in Ortschaften, in gefährlichen Kurven und an unübersichtlichen Stellen 15 km/h und an Engstellen und Brücken 6 km/h. Am 1. Juni 1927 nahm die Gemeinde Tux mit drei Autos der Marke Austro-Fiat einen regelmäßigen Linienverkehr mit Postbeförderung zwischen Mayrhofen und Tux auf. Die Nachfrage war so groß, dass bald ein viertes Fahrzeug angeschafft wurde. 1928 wurde mit dem Weiterbau der Straße von Lanersbach nach Hintertux begonnen. 1932 wurde sie freigegeben und bald auch von Linienbussen genutzt. 
Ab den 1960er Jahren wurde die Tuxer Straße ausgebaut und mit zahlreichen Schutzbauten lawinensicher gemacht. In den Jahren 1970/71 wurde die Zemmbachbrücke, 1980/81 die Rosengartenbrücke neu gebaut.

## Verkehr
Insbesondere aufgrund des Gletscherschigebietes am Talschluss hat die Tuxer Straße eine größere Bedeutung im Urlaubsverkehr. Im Jahr 2018 wurden an der Zählstelle Mayrhofen-Finkenberg im Schnitt 5176 Kraftfahrzeuge in 24 Stunden gezählt.